# Большая Яумбаева
Большая Яумбаева — деревня в Аргаяшском районе Челябинской области. Входит в состав Кузнецкого сельского поселения.

## География
Деревня расположена в северо-западной части района, у юго-западной окраины болота Мечеть-Алды (Алды-мечеть). Само болото протянулось почти до реки Миасс. Деревня находится на равнинной местности в 26 км от Аргаяша и в 8 км от Кузнецкого. В 3 км от деревни находится озеро Увильды, а в 9 км к западу — Аргазинское водохранилище.

## История
Деревня была основана после 1763 года на территории Черлинской волости (Челябинского уезда Оренбургской губернии). Первоначальными жителями деревни являлись башкиры, которые назвали деревню «Татылбаева». Это название просуществовала до начала XIX века, пока в 1810-х не была построена мечеть. После этого закрепилось новое название «Яумбаева» — в честь местного муллы Яумбая.
Население Яумбаева на 1873 год составляло 342 человека. В том же году рядом с Яумбаева местными жителями был создан выселок, который обрёл название Малая Яумбаева. В дальнейшем эти 2 деревни развивались вместе, как Большая и Малая Яумбаева.
На начало 1916 года население двух деревень составляло примерно 390 человек. В Яумбаева была мечеть, развивалось сельское хозяйство, строились новые дома. Деревня входила в состав Черлинской волости.
Во время Гражданской войны башкирское население поддерживало белых, которые в 1918 году заняли Яумбаева. Но 20 июля 1919 года, в ходе Челябинской операции, части 2-й бригады Двадцать седьмой стрелковой дивизии красных (на момент операции дивизия состояла из 14 270 человек, 184 пулемётов, 10 орудий) командира А. А. Алёнкина выбили из деревни части Восьмой Камской стрелковой дивизии белых (на момент Челябинской операции дивизия состояла примерно из 20 тысяч человек) генерал-майора С. Н. Войцеховского. В деревне была установлена советская власть.
В советский период Большая и Малая Яумбаева вошли в состав Аргаяшского кантона (до 1934 года), а затем стали частью Аргаяшского национального округа, впоследствии Аргаяшского района.
В 1940-1950-х во время коллективизации в деревне был организован колхоз «Победим», который приблизительно в 1960-х вошёл в состав совхоза «Кузнецкий». Основной отраслью развития продолжало оставаться сельское хозяйство. Но в 1989 году совхоз был ликвидирован, а на его месте в 1994 году основано ЗАО «Кузнецкое», которое в 2002 также было закрыто.
В 2008 году была закрыта школа. Сейчас в деревне расположена Яумбаевская мечеть. Также в 2015—2016 была установлена детская площадка.

## Инфраструктура
В деревни имеется мечеть, детская площадка, футбольное поле. Также деревня Большая Яумбаева соединена автобусным сообщением с другими населёнными пунктами (Байрамгулово, Кузнецкое, Губернское).

## Население
| 2002 | 2010 |
| ---- | ---- |
| 172  | ↘156 |

Большинство населения башкиры.
В 1873 г. — 342 чел, в 1916 г. — 225 чел., в 1970 г. — 142 чел., в 1983 г. — 206 чел., в 1995 г. — 214 чел.

## Достопримечательности
В деревне расположено 2 достопримечательности:
- Яумбаевская мечеть — действующая мечеть, расположенная на территории деревни Большая Яумбаева.
- Руины колхоза — развалины бывшего колхоза «Победим».

## Фотогалерея
- Школа
- Детская площадка
- Мечеть
- Руины колхоза «Победим»